# Kai Nürnberger
Kai Joachim Nürnberger (* 7. Juni 1966 in Wolfenbüttel) ist ein ehemaliger deutscher Basketball-Nationalspieler. Größter Erfolg des Point Guards war der Gewinn der Europameisterschaft 1993.

## Spielerlaufbahn

### Jugend
Kai Nürnberger begann im Alter von sechs Jahren mit dem Basketballspiel. Seine Mutter war Basketballspielerin und sein Vater Klaus Nürnberger Trainer in Wolfenbüttel. Zwischenzeitlich betrieb er auch Schwimmsport. Im Alter von 16 Jahren bestritt er in Wolfenbüttel sein erstes Bundesliga-Spiel. Er erlangte einen Realschulabschluss und besuchte ein Jahr lang die Oskar-Kämmer-Schule. 1983 ging er als Austauschschüler in die Vereinigten Staaten und verbrachte die Saison 1983/84 an der Benton Consolidated High School im Bundesstaat Illinois. Von 1984 bis 1989 studierte und spielte er an der Southern Illinois University in der ersten NCAA-Division. In der Saison 1988/89 war er mit 16,4 Punkten pro Begegnung bester Korbschütze der Hochschulmannschaft. 1987/88 hatte der Deutsche mit 17,7 Punkten je Spiel einen noch höheren Mittelwert erreicht, wurde aber noch von seinem Mannschaftskameraden Steve Middleton (25,4 Punkte/Spiel) übertroffen. Von 1989 bis 1989 war Nürnberger in drei Spielzeiten durchgängig bester Vorlagengeber der Southern Illinois University. Mit 1348 erzielten Punkten stand er am Ende seiner Hochschulzeit auf dem neunten Platz der ewigen Bestenliste der Mannschaft. Seine 181 getroffenen Dreipunktwürfe bedeuteten den damaligen Höchstwert der Hochschulgeschichte, mit einer Freiwurfquote von 87,5 Prozent landete er auf dem zweiten Rang, mit 371 Korbvorlagen war er 1989 zweitbester aller Southern-Illinois-University-Spieler bis zu diesem Zeitpunkt.

### Vereine
Nach seiner Rückkehr aus den USA spielte er ab 1989 in der Bundesliga, zunächst bei Galatasaray Köln, dann bei Steiner Bayreuth. Ende August 1990 war Nürnberger im Rahmen eines Werbespiels in der Ballsporthalle Frankfurt am Main Mannschaftskollege des US-Ausnahmekönners Michael Jordan und spielte mit Bayreuth kurz darauf in einem weiteren Werbespiel in Frankreich gegen Jordan. 1991 wechselte er für acht Spielzeiten zu TTL Universa Bamberg und wurde 1992 deutscher Pokalsieger. 
Ab 1999 war er Leistungsträger bei den in Frankfurt neu gegründeten Skyliners. Bis zum Jahr 2003 nahm seine Spielzeit immer weiter ab, bis dem jüngeren Pascal Roller endgültig der Vorzug als Spielmacher gegeben wurde.
In der Saison darauf spielte er noch in der 2. Bundesliga Süd beim TSV Tröster Breitengüßbach, wo er schließlich zurücktrat, weil er seinen eigenen Ansprüchen nicht mehr genügte.
Zu Nürnbergers Stärken auf dem Spielfeld zählten das Vorbereiten von Korbabschlüssen seiner Mannschaftskameraden, die gute Übersicht über das Spielgeschehen, Tempowechsel sowie der Mut, das Geschehen in entscheidenden Augenblicken an sich zu reißen und auf diese Weise wichtige Punkte zu erzielen. Er verbuchte in der Bundesliga insgesamt 5247 Punkte, das waren bei seinem Karriereende mehr, als jeder andere deutsche Spielmacher in der Liga zuvor erreicht hatte. „Ich war nicht der Schnellste, nicht der Fitteste, konnte aber unheimlich gut Gewichte stemmen. Kräftig war ich“, sagte Nürnberger 2022 rückblickend über sich selbst als Spieler. Zu seiner Frankfurter Zeit erhielt er von Robert Maras den Spitznamen „Kugelblitz“.

### Nationalmannschaft
Nürnberger spielte 14 Jahre in der deutschen Nationalmannschaft. Sein erstes Spiel war am 19. Mai 1985 in Stuttgart gegen Italien, sein letztes am 3. Juli 1999 bei der Europameisterschaft in Paris gegen die Türkei. Insgesamt bestritt er 136 Länderspiele für Deutschland und erzielte 909 Punkte. In der Amtszeit von Bundestrainer Svetislav Pešić zog er in den Jahren 1991 und 1992 dessen Kritik auf sich, da Pešić von dem Aufbauspieler eine bessere Arbeitseinstellung und eine Verringerung des Körpergewichts forderte. In der Schlussphase des Europameisterschaftsendspiels 1993 gegen Russland war er erheblich daran beteiligt, dass die Deutschen Gold gewannen, indem er in den letzten drei Minuten fünf Punkte erzielte und damit seiner zurückliegenden Mannschaft den Ausgleich brachte. Sechs Sekunden vor Schluss setzte er per Pass Christian Welp unter dem Korb in Szene, der nach Nürnbergers Pass per Dunking traf, dabei gefoult wurde und anschließend den gewinnbringenden Freiwurf verwandelte.
1989 hatte er mit der bundesdeutschen Studentenauswahl Bronze bei der Universiade in Duisburg errungen.

### Erfolge/Auszeichnungen
- 1982
  - Pokalsieger, als Nachwuchsspieler mit dem MTV Wolfenbüttel
- 1992
  - Pokalsieger mit dem TTL Basketball Bamberg
  - Olympiateilnahme
- 1993
  - Europameister
  - Basketballer des Jahres
- 2000
  - Pokalsieger mit den Skyliners Frankfurt

## Nach der Basketballkarriere
Im Anschluss an seinen Rücktritt vom Profibasketball 2004 zog Nürnberger mit seiner Familie nach Marion (Illinois) in die Vereinigten Staaten, das Heimatland seiner Ehefrau Michelle, welche er 1989 geheiratet hatte. Nürnberger wurde dort beruflich für einen Zulieferbetrieb der Automobilbranche tätig. Als Basketballtrainer betreute er die Jugendmannschaft, in der seine Tochter spielte, auch sein Sohn spielte Basketball. Nürnberger brachte sich zudem in die Arbeit eines örtlichen Fußballvereins ein. Später wurde er in den USA Angestellter eines Unternehmens, das mit der Lebensmittelkette Kroger zusammenarbeitet.